# Курыгин, Анатолий Алексеевич
Анатолий Алексеевич Курыгин (10 сентября 1932, село Заборье, Солотчинский район, Рязанская область, РСФСР, СССР — 12 ноября 2011) — советский и российский хирург, доктор медицинских наук (1978), профессор, генерал-майор медицинской службы (в отставке), главный хирург Группы советских войск в Германии (1982—1985), заведующий кафедрой (1985—1998) хирургии (усовершенствования врачей с курсом неотложной хирургии) Военно-медицинской академии имени С. М. Кирова, лауреат Государственной премии СССР, Государственной научной стипендии для выдающихся учёных России,  Заслуженный деятель науки Российской Федерации, Заслуженный работник высшей школы Российской Федерации, почётный член Хирургического Общества Пирогова, член редакционной коллегии журнала «Вестник хирургии имени И. И. Грекова», почётный доктор Военно-медицинской академии имени С. М. Кирова. Окончил Куйбышевский военно-медицинский факультет.

Могила Курыгина на Серафимовском кладбище Санкт-Петербурга.